# ブライアン・ビロリア
ブライアン・ビロリア（Brian Viloria、1980年11月24日 - ）は、アメリカ合衆国の元プロボクサー。ハワイ州ホノルル郡ワイパフ出身。元WBC・IBF世界ライトフライ級王者。元WBAスーパー・WBO世界フライ級統一王者。世界2階級制覇王者。愛称は「The Hawaiian Punch（ハワイアン・パンチ）」。2000年シドニーオリンピックのライトフライ級アメリカ代表。トレーナーはフレディ・ローチ。

## 来歴

### アマチュア時代
9歳の頃からボクシングを始める。1995年に世界ジュニアオリンピックで優勝。
1998年、全米選手権にライトフライ級(48kg)で出場するが準決勝でホセ・ナバーロに敗退。
1999年、全米選手権でライトフライ級王者になった。ナショナル・ゴールデングローブでライトフライ級(48kg)の王者になった。ヒューストンで開催された世界ボクシング選手権大会にライトフライ級(48kg)で出場、準々決勝でブライム・アスロウムを破り優勝を果たした。
2000年、シドニーオリンピック国内予選選考会でライトフライ級(48kg)に出場しノニト・ドネアとグレン・ドネアを破り優勝。アメリカ大陸予選でも優勝しオリンピック出場権を獲得した。
2000年、オーストラリアのシドニーで開催されたシドニーオリンピックに出場し、2回戦でブライム・アスロウム（フランス）に敗れた
。

### プロ時代
2001年5月15日にプロデビュー。
2002年8月30日、空位のNABF北米フライ級王座を獲得。
2005年9月10日にWBC世界ライトフライ級王者のエリック・オルティス（メキシコ）を初回KOで破り王座獲得に成功した。
2006年2月18日にはホセ・アントニオ・アギーレ（メキシコ）を判定で下し、初防衛に成功した。
2006年8月10日、ラスベガスでオマール・ニーニョ・ロメロ（メキシコ）と対戦し、12回0-3（112-117、110-118、111-117）の判定負けを喫し王座から陥落した。ビロリアはこの防衛をクリアしたらWBA世界ライトフライ級王者の亀田興毅との統一戦を熱望していた経緯があるが、王座を防衛できず実現しなかった。
2006年11月18日にオマール・ニーニョ・ロメロと再戦したが、12回0-1で引き分けとなり王座返り咲きはならなかった。試合後、オマール・ニーニョ・ロメロはドーピング検査で陽性反応が出たため、王座を剥奪され、試合結果もノーコンテスト（無効試合）に変更された。
2007年4月14日、エドガル・ソーサ（メキシコ）とWBC世界ライトフライ級王座決定戦を行い、12回0-3（114-114、113-115、113-115）の判定負けを喫し、またしても王座奪取に失敗した。
その後5戦戦い、2008年は5連勝の結果を残した。
2009年4月19日、ケソンあるアラネタ・コロシアムでIBF世界ライトフライ級王者ウリセス・ソリス（メキシコ）と対戦し、11回2分56秒KO勝ちを収め、王座を獲得した。
2009年8月29日、ホノルルのブレイズデル・センターで15位ヘスス・イリベ（メキシコ）と対戦し、途中で拳を傷めたイリベに12回3-0（118-110、117-112、117-111）の判定勝ちで初防衛に成功した。
2010年1月23日、カルロス・タマラ（コロンビア）と対戦し、12回TKO負けを喫し王座から陥落した。試合後の控え室で意識を失い、病院に搬送されたが大事には至らなかった。
その後、2連勝して迎えた2011年7月16日、ホノルルのニール・ブレイズデル・センター・アリーナでWBO世界フライ級王者のフリオ・セサール・ミランダと対戦し、12回3-0（117-110、114-113、115-113）の判定勝ちを収め王座獲得に成功、2階級制覇を達成した。
2011年12月11日、パシッグにあるイナレス・スポーツ・アリーナで元WBAスーパー・WBO世界ライトフライ級王者のジョバンニ・セグラと対戦し、右顔面負傷によるレフェリーストップとなる8回0分29秒TKO勝ちを収め、初防衛に成功した。
2012年5月13日、パシッグにあるイナレス・スポーツ・アリーナでオマール・ニーニョ・ロメロと対戦し、9回2分7秒TKO勝ちを収め、2度目の防衛に成功した。
2012年11月17日、カリフォルニア州ロサンゼルスのスポーツ・アリーナにてWBA世界フライ級王者のエルナン・マルケス（メキシコ）と王座統一戦を行い、10回1分1秒TKO勝ちで王座統一に成功、WBA王座の獲得並びにWBO王座の3度目の防衛に成功した。
2013年4月6日、マカオにあるザ・ベネチアン・マカオ内コタイ・アリーナでファン・フランシスコ・エストラーダと対戦し、0-3の判定負けを喫しWBA王座の初防衛に失敗、WBO王座の4度目の防衛にも失敗し王座から陥落した。
2014年3月29日、ラスベガスのテキサス・ステーション・カジノでマックウィリアムズ・アローヨと対戦予定だったがアローヨがケガで急遽欠場になったためファン・エレーラとスーパーフライ級契約10回戦で対戦し、10回3-0（2者が98-92、97-93）の判定勝ちを収め再起した。
2014年7月19日、マカオにあるザ・ベネチアン・マカオ内コタイ・アリーナでホセ・アルフレド・スニガとフライ級契約10回戦を行い、5回1分42秒KO勝ちを収めた。
2014年12月6日、カリフォルニア州グレンデールのシビック・オーディトリウムでアルマンド・バスケスと対戦し、4回1分37秒KO勝ちを収めた。
2015年7月25日、ハリウッドのフロレンタイン・ガーデンズでオマール・ソトとノンタイトル8回戦を行い、初回2分2秒KO勝ちを収めた。
2015年10月17日、マディソン・スクエア・ガーデンにてゲンナジー・ゴロフキンVSデイビッド・レミューの前座で、WBC世界フライ級王者のローマン・ゴンサレスと対戦。3回にキャリア初のダウンを奪われるなどゴンサレスに攻め続けられ9回2分53秒TKO負けを喫しWBA・WBOに続く王座獲得に失敗した。
2017年9月9日、スタブハブ・センターでミゲール・カルタヘナとスーパーフライ級8回戦を行い、5回44秒TKO勝ちを収めた。
2017年11月30日、WBAは最新ランキングを発表し、ビロリアをWBA世界フライ級2位にランクインした。
2018年2月24日、カリフォルニア州イングルウッドのザ・フォーラムで行われた「SUPER FLY2」で井岡一翔の王座返上に伴いWBA世界フライ級1位のアルテム・ダラキアンとWBA世界フライ級王座決定戦を行い、12回0-3（3者とも109-118）の判定負けを喫し4年10ヵ月ぶりとなる王座返り咲きに失敗した。この試合でビロリアは5万ドル（約530万円）、ダラキアンは2万5千ドル（約270万円）のファイトマネーを稼いだ。

## 獲得タイトル
- WBC世界フライ級ユース王座
- NABF北米フライ級王座
- WBC世界ライトフライ級王座（防衛1）
- IBF世界ライトフライ級王座（防衛1）
- WBO世界フライ級王座（防衛3）
- WBA世界フライ級スーパー王座（防衛0）